# لما السفلي (سادات محمودي)
لما السفلی (بالفارسية: لما سفلی) هي قرية تقع في إيران في قسم سادات محمودي الريفي. يقدر عدد سكانها بـ 311 نسمة .